# 월곡로 (대구)
월곡로(Wolgok-ro)는 대구광역시 달서구 도원동 월광수변공원과 월성동 남부자동차종합시장을 잇는 대구광역시의 도로이다.

## 연혁
- 1999년 7월 30일 : 상인고가교 준공
- 2010년 9월 20일 : 달서구 월성동 ~ 장동 550m 구간 신설 개통[1]

## 주요 경유지
대구광역시
- 달서구 (도원동 · 상인동 · 월성동)

## 노선
| 이름                      | 접속 노선                               | 소재지     | 소재지 | 비고 |
| ------------------------- | --------------------------------------- | ---------- | ------ | ---- |
| 월광수변공원              | 수밭길                                  | 대구광역시 | 달서구 |      |
| 월곡네거리                | 대구광역시도 제10호선 (상화로)          | 대구광역시 | 달서구 |      |
| 상인남네거리              | 상화북로                                | 대구광역시 | 달서구 |      |
| 상인천주교회 교차로       | 월곡로47길                              | 대구광역시 | 달서구 |      |
| 상인네거리 (상인고가차도) | 국도 제5호선 국도 제26호선 (월배로)     | 대구광역시 | 달서구 |      |
| 월성남네거리              | 조암남로 학산남로                       | 대구광역시 | 달서구 |      |
| 월성네거리                | 대구광역시도 제31호선 (조암로) (학산로) | 대구광역시 | 달서구 |      |
| 월성북네거리              | 월성로                                  | 대구광역시 | 달서구 |      |
| 출판산업단지네거리        | 월곡로99길 월곡로100길                  | 대구광역시 | 달서구 |      |
| (남부자동차종합시장)      | 대구광역시도 제28호선 (성서공단로)      | 대구광역시 | 달서구 |      |

## 주요 건물 및 시설
- 대구보훈병원 (대구광역시 달서구 월곡로 60)
- 은행아파트 (대구광역시 달서구 월곡로 112)
- 상인동화아이위시아파트 (대구광역시 달서구 월곡로 171)
- 대구상인초등학교 (대구광역시 달서구 월곡로 211)
- 상인성당 (대구광역시 달서구 월곡로 235)
- 롯데시네마 상인 (대구광역시 달서구 월곡로 247)
- 상인중석타운아파트 (대구광역시 달서구 월곡로 291)
- 영남중학교, 영남고등학교 (대구광역시 달서구 월곡로 300)
- 보성은하아파트 (대구광역시 달서구 월곡로 320)